# Belphegor (Wezel)
Belphegor oder Die wahrscheinlichste Geschichte unter der Sonne ist ein satirischer Roman von Johann Karl Wezel in der Nachfolge von Voltaires Candide oder der Optimismus. Der Roman Belphegor erschien 1776 bei Siegfried Leberecht Crusius in Leipzig.

## Inhalt
In satirischer Form wird die ernüchternde Reise des Idealisten Belphegor durch die Welt erzählt, deren von ihm kritisierten und bekämpften egozentrische Gesellschafts- und radikale Machtstrukturen er in immer weiter bis ins Phantastische gezogenen Kreisen kennen lernt: Zuerst in Deutschland, dann im Osmanischen Reich, im exotischen Afrika, dem muslimischen Arabien, in der Mongolei, in Kalifornien und sogar in Sagenländern, überall erlebt er im Prinzip das gleiche: Neid, Rivalitäten, blutige Schlachten, Zerstörungen, brutale Verfolgungen, Versklavung, Folter usw. Schwer lädiert und desillusioniert kehrt der Protagonist von seinem Horrortrip zurück. Eingeschaltet in die Abenteuerhandlungen sind neben Erzählungen einzelner Nebenfiguren, z. B. der Marquise (3. Buch) und des Derwischs (7. Buch), v. a. die Diskussionen mit seinen ihn begleitenden Freunden Medardus und Fromal über dessen Theorie der egoistischen Weltordnung im Vergleich mit dem humanistischen Menschenbild. Diese Erörterungen werden immer wieder nach neuen leidvollen Erfahrungen des Protagonisten aufgegriffen und aktualisiert, z. B. im 5. Buch, als Belphegor die Sklaverei am eigenen Leib erfährt.

### Belphegor
Im Vorwort stellt der Autor seinen Plan und seine Personen vor: „Dieses wunderbare Kompositum, das wir Menschen nennen, ist im einzelnen und im Ganzen ein wahrer JANUS, eine Kreatur mit zwey Gesichtern, eins abscheulich, das andere schön – eine Kreatur, bey deren Zusammensetzung ihr Urheber muß haben beweisen wollen, daß er die streitendsten Elemente vereinigen, Geselligkeit und Ungeselligkeit verknüpfen und auch ein Etwas formen kann, dessen Masse aus lauter Widersprüchen bereitet ist und durch Widersprüche besteht.“
Die vier Hauptfiguren, die auf ihrer Reise immer wieder getrennt und an anderen Orten zusammengeführt werden und dann von ihren zwischenzeitlichen Erlebnissen erzählen, repräsentieren unterschiedliche Denk- und Lebensweisen: Der „brausend[e] und thätig[e]“ Belphegor erkennt, als er sein reines idealistisches Gedankenlabor verlassen muss, dass die Menschen aus „den verwirrten Szenen der Welt kein harmonisches zweckmäßiges Ganzes zusammensetzen können“, dass die Grundrechte missachtet werden und er bei seinen Appellen und aktiven Rettungsversuchen immer wieder jämmerlich unterliegt bzw. selbst in die von ihm kritisierten Machtstrukturen verwickelt wird und sogar davon profitiert. Im Gegensatz zu ihm reflektiert der gemütvolle beim Apfelwein plaudernde Magister der Philosophie und freien Künste Medardus nicht so viel. Er glaubt an die Vorherbestimmung im Sinne der Theodizee und sucht im Unglück die Ansätze einer positiven künftigen Entwicklung zu sehen: „Brüderchen […] sey du guten Muthes! Die Vorsicht [= Vorsehung] lebt noch. […] Der Apfelwein würde dir immer noch wohl schmecken, wenn du einen Krug voll hier hättest […] Laß das Grämen und Härmen! Wer weis wozu dirs gut ist?“ (3. Buch). Die Gegenfigur zu den beiden ist Fromal. Der Rationalist kontrolliert seine Emotionen, nimmt die Machtstrukturen der Welt, die er im 4. Und 9. Buch ausführlich entwickelt, als Naturgesetze hin und nutzt sie für sich zum Überleben und zur Bereicherung. Akante sucht als umworbene Frau vom System zu profitieren und wird dessen Opfer, als sie von der gut situierten Mätresse und Haremsdame zur Straßenprostituierten und Bettlerin absteigt.

### Erster Teil
Das Motto bellum omnium contra omnes (Krieg aller gegen alle) ist ein Zitat aus dem Werk De Cive des englischen Philosophen Thomas Hobbes.

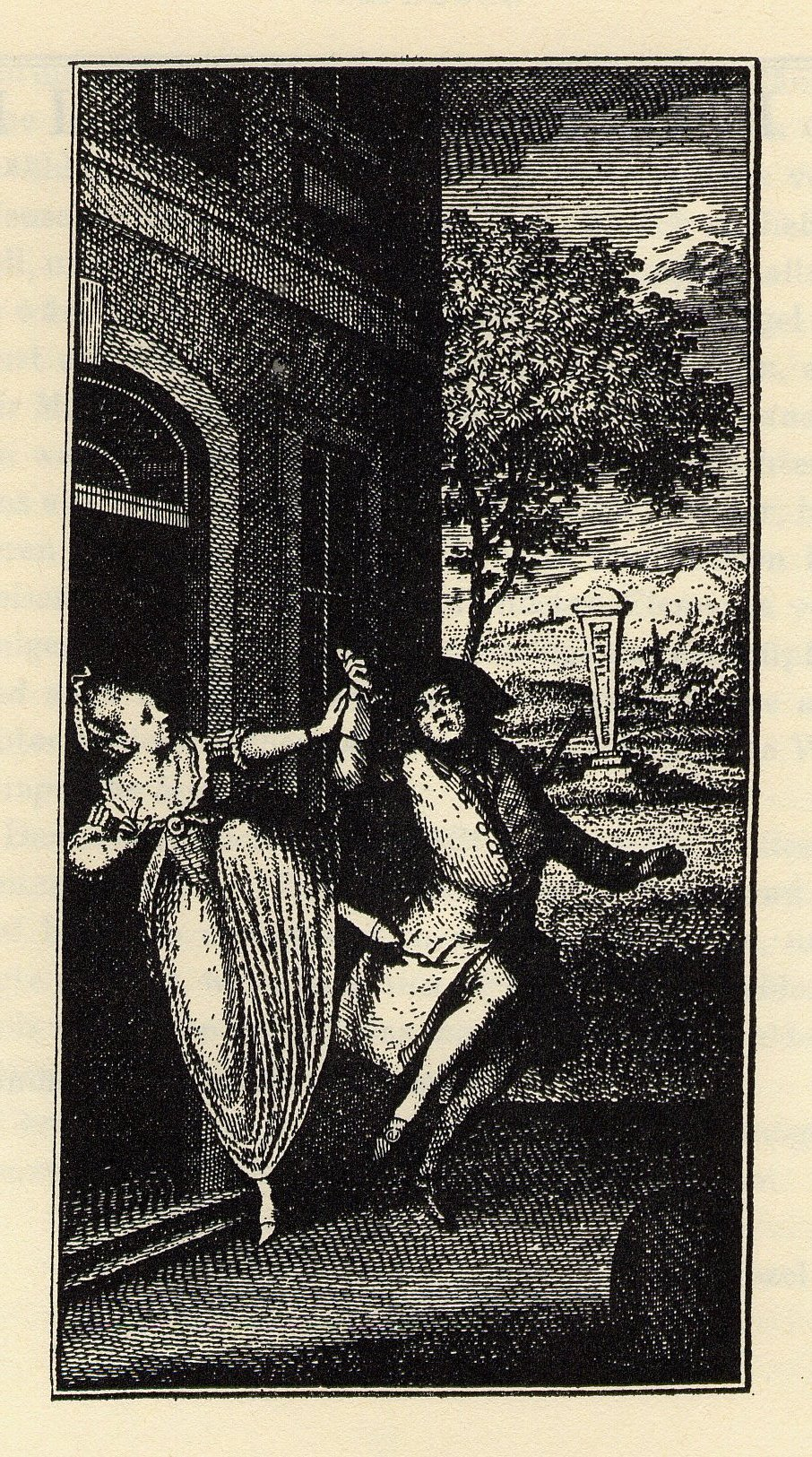
Akante wirft Belphegor aus ihrem Haus.

#### Erstes Buch
Nachdem Belphegor von seiner Geliebten, der schönen und berechnenden Akante, für die er sich verausgabt hat, grob aus ihrem Haus geworfen wurde, öffnet ihm sein Freund Fromal die Augen über diese untreue Mätresse reicher Männer sowie über den Egoismus der Menschen und stattet den naiven Idealisten mit Geld aus, um die reale Welt kennen zu lernen und von seinen Träumen geheilt zu werden. Wie er später erfährt, nahm der Freund seinen Platz ein sowie, was dieser anfangs nicht wusste, ein weiterer vermögender Beschützer.
Auf seiner Reise erlebt Belphegor sogleich, durch eine von einem Habicht zerfetzte Taube symbolisiert, die ersten schmerzhaften Enttäuschungen im Bereich des Alltäglichen: ein Bauernsohn wird von seinem Bruder übervorteilt, dazu noch von der Dorfjugend verspottet und von seinen Eltern wegen seiner Schwäche belächelt, ein trickreicher Räuber dient sich ihm als Beschützer an. Für zu Unrecht Behandelte, z. B. einen Leibeigenen, einen Erpressten, ein von Rivalinnen beneidetes Mädchen, einen durch seinen neidischen Bruder in den Ruin prozessierten Bauer, setzt er sich ohne Erfolg ein. Bei seinen Versuchen zu helfen wird er oft von den Bösewichtern und dem mit ihnen sympathisierenden Volk verjagt, verprügelt und sogar schwer verletzt, er verliert ein Auge und einen Finger. Eine weitere Enttäuschung ist die Erfahrung, dass die betrogenen Menschen, denen er zu Hilfe kam, nach anfänglicher Dankbarkeit ihn, wenn er einmal in einer vorteilhaften Situation ist, beneiden und verleumden, um z. B. seine Heirat mit der Tochter des reichen Arbeitgebers zu verhindern.
Belphegors Desillusionierung setzt sich dann in größerem Umfang im Krieg fort: Als er Soldaten nach ihrem Recht fragt, das Land zu verwüsten und die Bevölkerung auszubeuten, wird er ins Zuchthaus geworfen, muss Wolle spinnen, entkommt aber nach einem Brand und gerät im Land der Lettomanier in einen Bauernkrieg. Er wird gezwungenermaßen Anführer der gegen die adligen Grundherren für ihre Freiheit kämpfenden Bauern. Sie haben bereits achtzehn Schlösser angesteckt und die Bewohner abgeschlachtet. Beim Angriff auf ein weiteres Junkerschloss werden sie von Truppen der Landarmee aufgerieben. Belphegor gerät in Gefangenschaft, verteidigt dem Richter gegenüber die Rechte der Bauern und wird zum Tod durch Erhängen verurteilt. Ein Sturmgewitter verhindert die Hinrichtung. Das Gerüst bricht zusammen, er flieht und findet beim Pfarrer Medardus Unterschlupf.

#### Zweites Buch
Medardus muss am nächsten Tag sein Haus verlassen, weil er für den Protest der Bauern Verständnis gezeigt hat. Er erzählt Belphegor seine wechselhafte Biographie und die Ambivalenz von Recht und Unrecht. In seiner Jugend brachte ihm seine Liebesaffäre mit Akante den Neid seines Lehrers und die Einweisung ins Kloster ein. Dort ärgerten seine Frauenbesuche seine Mitschüler. Er floh vor ihren Schikanen in ein anderes Land und konvertierte. Nun hatte er Erfolg. Die Mätresse des Fürsten verhalf ihm zur Stelle des Hofpredigers und unterstützte ihn gegen Intriganten, woraus er die Erkenntnis gewann: „ich hatte Recht, weil ich die Oberhand hatte“. Aber seine Gegner gaben nicht auf und erreichten, dass er in eine kleine Gemeinde versetzt wurde. Als Unterlegener war er zugleich im Unrecht. Dann wurde er im Krieg Feldprediger und rivalisierte mit seinem Kollegen um die Gunst der Gottesdienstbesucher. Bei der Stellenbesetzung nach dem Krieg bezweifelten seine Gegner seine Rechtgläubigkeit und er bekam nur ein kleines Ämtchen. Seine Heirat brachte ihm den Hass seines benachbarten Amtsbruders ein, der ebenfalls um das Mädchen warb. Dieser intrigierte gegen ihn und machte ihm das Leben schwer. Er wechselte die Stelle. Nun hat er wieder ein neues Ämtchen und Belphegor begleitet ihn, da seine Frau inzwischen verstorben ist und seine Kinder versorgt sind, auf der Reise.
Unterwegs werden sie Zeuge, wie ein Mann einen jüdischen Händler misshandelt, und sprechen über die Vorurteile der Christen. Dieses Erlebnis führt Belphegor zu der Selbstreflexion: „Wohl war mir, Freund, da in der Einsamkeit meine geschäftige Fantasie und mein Herz aus allen moralischen Vollkommenheiten einen Koloß zusammensetzten und ihn den Menschen nannten. […] meine ganze Aussicht war in mich selbst konzentriert […] ein fantastischer Traum, aber wahrhaft süß!“
An einem anderen Reisetag begegnen sie Akante, die Belphegor ihre, wie er im 10. Buch erfährt, der Wahrheit entsprechende Version der Trennung erzählt: Sie stand vor der Entscheidung, ihn zu verabschieden oder zu verhungern. Fromal umwarb sie mit seinem Geld und verdränge ihn. Er tötete dann ihren zweiten Beschützer in einer in-flagranti-Situation aus Eifersucht und musste fliehen. Anschließend erzählt sie ihnen die skurrile Geschichte, wie sie auf der Reise durch Italien zur Mätresse reicher und einflussreicher Männer wurde, z. B. des Papstes Alexander VI., mit dem sie Pläne schmiedete, die Welt zu erobern, oder des Markgrafen von Salocca, in dessen Serail ihr die Rivalinnen aus Eifersucht ihr schönes Gesicht zerstört und ihre weiße rechte Hand abgeschnitten hätten, weshalb sie jetzt eine kunstvolle Maske und eine Prothese aus Marmor trage.

#### Drittes Buch
Auf dem Marsch geraten sie in eine Wasserhose, einen Sturm, der Belphegor und Medardus durch die Luft in die „Wallachey“ trägt, während Akante in der Türkei landet (7. und 8. Buch). In einer Hütte finden sie bei einer Französin Unterschlupf. Ein in einem Gefäß versteckter Junge hält die beiden für seine Verfolger und ersticht sich. Er ist der jüngste Bruder des Sultans, der gerade dabei ist, zur Machterhaltung seine Verwandtschaft auszurotten. Die Französin, die Amurat aus Mitleid aufgenommen hat, ist die „Markisinn von E.“ und, wie Belphegor im 7. Kp. erfährt, die Schwester des Derwischs. Sie erzählt, warum sie aus Paris in die Einöde auswandern musste. Sie war unglücklich mit einem finsteren menschenfeindlichen Mann verheiratet und geriet, wie sich zwanzig Jahre später durch das Geständnis der Mörderin herausstellte, in das Intrigennetz eines von ihr abgewiesenen Verehrers, der sich an ihr rächte. Er stiftete ihr Kammermädchen an, den Marquis zu vergiften. Man verdächtigte sie als Ehefrau, ein Gericht verurteilte sie wegen Mordes und sie floh in die Walachei. Aber nicht nur sie, auch ihre Brüder wurden Opfer der Justiz bzw. der Despotie des Aberglaubens. Als er vorgetäuschte Wunder aufdeckte, wurde der jüngere Bruder wegen Gotteslästerung verbrannt. Ihr älterer Bruder musste als „heimlicher Hugenott“ das Land verlassen. Die Klage der Französin und ihrer Gäste über die Herrschaft der Dummheit und Unwissenheit über den Menschenverstand wird von türkischen Soldaten unterbrochen. Sie suchen Amurat, finden dessen Leiche und töten die Marquise. Belphegor und Medardus verkaufen sie als Sklaven. Ihr Besitzer will dem grausamen Machtkampf im Sultanat durch Flucht entkommen. Seine Karawane wird angegriffen und niedergemacht, die beiden Protagonisten überleben unter einem Leichenberg, in dem sie Fromal entdecken. Er ist ihr Gebieter, der Sklavenbesitzer.
Auf ihrem Marsch aus dem Kriegsgebiet erzählt ihnen Fromal seine, wie er nachträglich im 10. Buch zugibt, unwahre Version der Akante-Geschichte: er habe den naiven emphatischen Freund vor der untreuen Frau, die einen neuen Beschützer suchte, trennen müssen. Die Tötung des Nebenbuhlers sei nicht aus Eifersucht, wie Akante behauptete, sondern zum Selbstschutz geschehen, um einer geplanten Ermordung zuvorzukommen. Dann berichtet er, wie in Paris und London sein Weltbild des Neides und der Selbstsucht betätigt wurde, einmal bei einem Dichterstreit im Theater und anschließend bei der Rivalität von Gauklern um die Gunst des Publikums. Als Beispiel für den Narzissmus der Künstler erzählt er von Nikanors Versuch, die „Universalmonarchie in dem Reich des Beifalls“ zu erringen, indem er die Arbeit seiner Konkurrenten ausspionierte und sie rezensierte bzw. parodierte, um ihren Erfolg zu unterlaufen. Als weiteres Beispiel für die Manipulation des Publikums zur Selbstdarstellung nennt er die Freiheits-Aktion eines Londoner Journalisten. Fromals Karriere begann mit der Heirat einer reichen Kaufmannswitwe und ihrem Umzug in die Türkei. Zuerst ging es wirtschaftlich bergauf, jetzt bergab: „wie leichte Späne, schwimmen wir auf dem Strome der Nothwendigkeit und des Zufalls fort: sinken wir unter – gute Nacht! Wir haben geschwommen! – “

#### Viertes Buch
Die Drei fliehen vor einem anrückenden türkischen Trupp und erkämpfen ein von den Leuten des Großveziers bewachtes, in Bereitschaft zu dessen Flucht am Strand liegendes Schiff. Dabei töten sie die Wächter und diskutieren anschließend über das gegen ihre friedlichen Prinzipien verstoßenes Verhalten. Während Belphegor verzweifelt über ihre „Brudermorde“ ist, rechtfertigt Fromal dies mit ihrem Naturrecht zu überleben. Beendet wird ihr Gespräch durch Piraten, die sie gefangen nehmen und in Algier als Sklaven verkaufen.
Nach zwei Jahren zettelt Fromal einen Sklavenaufstand an, in dessen Wirrungen die Drei sich in das exotisch-sagenhafte Land Bilidulgerid absetzen können. Unter einem Palmenbaum an einem kleinen Fluss setzen sie ihre Diskussion fort. Belphegor trauert seiner goldenen Zeit in seinem Traumland der idealen Menschlichkeit nach und Fromal hält den Freunden einen langen Vortrag, der den größten Teil des Kapitels einnimmt, über sein evolutionäres Welt- und Menschenbild, das auf Eigenliebe, Selbsterhaltung, „Neid und Vorzugssucht“ sowie Konkurrenzkampf um die stärkste Position basiert und das Mitleid nur als korrigierenden Begleiter bzw. als Tugendfassade und die aktive Menschlichkeit nur als Schmuck in gefahrlosen Situationen gelten lässt: „Europa liegt unter dem Himmel, wo dieser glückliche Vertrag [zwischen Tugenden und Laster] zuerst errichtet wurde: man führt dort den Krieg der Natur klüger, dass ich so sagen mag, man führt ihn unter der Aufsicht des Mitleids: aber geführt wird er, nur mit anderen Waffen und auf andere Art als ehemals.“ In dieses Bild des durch die Kultur gemilderten Naturkrieges schließt er die „ergötzlichen“ Gesellschaftsspiele wie den „Froschmäusekrieg“ der Philosophen um die Wahrheit und den „possierlichen Krieg[-]“ der Dichter um öffentlichen Beifall mit ein. Aus der Diskussion über Fromals Weltdeutung werden sie durch einen Angriff der Löwen auf die schwarzen Einwohner des Landes gerissen. Sie helfen bei der Verteidigung des Dorfes und vertreiben die Tiere. Auf der Siegesfeier wollen die Priester diesmal nicht wie üblich einen der Bewohner, sondern einen der Fremden, Medardus, opfern. Er wird einem Löwen zum Fraß vorgeworfen, doch das Tier erkennt in ihm den Helfer, der ihm vor kurzem aus seiner verletzten Pfote einen Stein gezogen hat, und nähert sich ihm freundlich. Die Priester sehen dies als Zeichen dafür, dass Medardus in einem früheren Leben ein Löwe war und durch Seelenwanderung zum heiligen Tier wurde. Sie verstecken ihn und bringen die anderen beiden zur Residenz König Nazibs in den Bergen.

#### Fünftes Buch
Belphegor und Fromal werden vom französischen Zeremonienmeister für ein Possenspiel des Monarchen vorbereitet. Sie sollen als Gesandte des von ihm erfundenen Königs des Nordens auftreten und den Neid der Nachbarn erregen. Diese stehen in der Vasallenhierarchie gleichrangig mit ihm an unterster Stelle, da sie alle dem Herrscher von Segelmesse tributpflichtig sind und dieser wiederum dem „König von Marocco“. Indem nun der König des Nordens ihm die Ehre des Besuchs von Gesandten erweist, inszeniert sich Nazib zum ruhmreichsten Fürsten, noch vor seinem Oberherrscher. Für die festliche Audienz mit anschließenden Gladiatorenkämpfen ruft er als Umrahmung alle Untertanen sowie die vierfüßigen und befiederten Tiere des Landes zur Parade zusammen. Die erhoffte Wirkung tritt nur zum Teil ein. Zwar werden die Nachbarn neidisch, verbünden sich jedoch, zwingen Nazib zur Unterwerfung und rauben ihm die beiden Gesandten. Auch der Herrscher von Segelmesse fühlt sich zurückgesetzt, greift in den Krieg ein, lässt seine Vasallen hinrichten und verteilt das Land neu. Er zwingt Belphegor und Fromal, nun auch in seiner Parade als Gesandte aufzutreten und belohnt sie dafür mit zwei Königreichen. Fromal regiert pragmatisch erfolgreich, Belphegor dagegen chaotisch. Jetzt beneidet er den Freund. Der französische Hofmeister hetzt ihn und den König von Segelmesse gegen Fromal auf. Dieser verliert den Krieg, wird aber auf Fürsprache Belphegors begnadigt, mit einer Karawane nach Nigritien transportiert, dort als Sklave verkauft und, wie er später im 10. Buch seinem Freund erzählt, auf die Insel New Wight in Nordamerika gebracht. Als Anführer eines Aufstands der Plantagenarbeiter befreit er sich und seine Truppe und wird zum Befehlshaber gewählt. Auch Belphegor kann sich nur kurze Zeit in seinem Amt halten. Im Kampf um die Hinterlassenschaft Fromals setzt sich wieder der König von Segelmesse durch, ordnet die Gebiete und verbannt Belphegor ebenfalls nach Nigritien in die Sklaverei. Von dort begleitet er seinen Patron mit einer Karawane nach „Abissinien“, wo ihm ein Portugiese eine wunderliche Geschichte über den Kaiser Neguz erzählt, dessen Körperhaltung und Behinderungen von seinen Untertanen und Hofschranzen in einem Wettbewerb imitiert werden: Jeder möchte dem einäugigen und angeblich hinkenden Kaiser am ähnlichsten sein und verletzt sich selbst.
Die Erfahrung der Sklaverei lässt Belphegor während einer Reisepause erneut über das Leben nachdenken und die gegenseitige Ausbeutung anklagen: „Welche Betäubung alles Sinnes gehört dazu, mit der Freiheit eines Geschöpfes von meiner Art ein Gewerbe zu treiben?  […] Ein Theil der Menschheit wird zu Tode gequält, damit der andre sich zu Tode frißt. […]“. Er folgert aus dem Fehlverhalten der Menschen: „Entweder daß die Unterdrückung mit in dem Plane der Natur war, daß sie den Menschen so anlegte, daß einer mit dem andern um Freiheit, Macht und Reichthum kämpfen mußte; oder daß der Mensch wenn sie ihn nicht hierzu bestimmte, das einzige Geschöpf ist, das seit der Schöpfung beständig wider die Absicht der Natur gelebt hat, oder daß die Natur mit ungemeiner Fruchtbarkeit Kinder gebar, und sie mit stiefmütterlicher Sorgfalt nährte […] ich hätte Lust ein Rebell wider Natur und Schicksal zu werden […] um glücklich unter der Sonne zu seyn, muß man Ignoranz im Kopfe oder kaltes Blut in den Adern haben; – man muß träumen oder sterben: denn zu wachen – wehe, wehe dem Manne, der dahinkömmt, und nicht von Eis zusammengesetzt ist!“

### Zweiter Teil
Das Motto über die gegenseitige Ausbeutung des Menschen „Of all Animals of Prey, Man is the only sociable one. Every one of us preys upon his Nighbour, and yet we herd together“ stammt aus The Beggar’s Opera von John Gay.

#### Sechstes Buch
Belphegors Patron verfolgt mit seiner Reise nach Abessinien den Plan, als Bergbauexperte getarnt einzureisen, die Untertanen zur Rebellion aufzuhetzen, den König von Niemeamaye, einen Vasallen Neguz‘, zu töten und dessen Goldschatz in seinen Besitz zu bringen. Im Falle des Fehlschlags würde er seinem Sklaven die Schuld in die Schuhe schieben. Zu seinem Reichtum war der Herrscher durch protektionistische Maßnahmen gekommen. Man siebte die Goldkörnchen des Flusses im Land aus und ließ sie nicht ins Ausland fließen. Dann umgab der Potentat sein Land mit einer Mauer und zwang durch ein Importverbot seine wirtschaftlich von ihm abhängigen Nachbarn, seine Waren und den transportablen Besitz seiner leibeigenen Untertanen mit ihrem Gold zu kaufen. Seine Bevölkerung verarmte und erhielt nur die rationierte Ernährung aus eigenem Anbau. Belphegor muss seinem Besitzer die Beteiligung am Attentat zusagen, hat aber Gewissensbisse und warnt den König, in dem er Medardus erkennt. Sein Freund erzählt ihm, was seit ihrer Trennung geschah, wie er sich durch den Krieg der Vasallenkönigreiche befreite und nach Nigritien floh. Auf einer Reise mit der Sklavin Zaninny durch das Phantasieland Maladellasitten wurden sie in einem Dorf von schwerbusigen lachlustigen, von zahmen Meerkatzen bedienten Frauen aufgenommen, deren nur ab und zu vorbeischauenden Männer im nahegelegenen Gebirge für den Unterhalt anbauten. In dieser Idylle träumte er davon, Afrikaner zu werden und mit der pechschwarzen schönen Zaninny zusammenzuleben, die ihm aber auf einer Meerkatze davonritt. Dann erklärt er, wie er von dem Gewaltherrscher der Emunkis, der ihm das Königreich Niemeamaye übertrug, verführt wurde, von seinen Grundsätzen abzuweichen und zum tyrannischen Ausbeuter zu werden. Nun bereut er seine Schwäche, will das gesammelte Gold zurückgeben und ernennt den Freund zu Mitregenten. Aber beide setzen die versprochene Wiedergutmachung nur ansatzweise bei der eigenen Bevölkerung in die Tat um. Auch der Moralist wird zum Unterdrücker und genießt Macht und Ehrerbietungen der Untertanen, bis die unzufriedenen Emunkis ihren Tyrannen stürzen und dann auch die benachbarten Regenten von Niemeamaye vertreiben. Wie man im 8. Buch erfährt, überlebt Medardus den Palastbrand und wird im spanischen Karthagena Kompagnon in einem Handelsgeschäft.
Belphegor flieht nach Ägypten und reist im Auftrag eines Kaufmanns nach Persien. Unterwegs befreundet er sich in Arabien mit einem Aliden, ist von dessen tiefer Religiosität fasziniert und erkennt darin die Gleichwertigkeit der Religionen, die in Varianten denselben Gott verehren. Seine Hoffnung auf ein tolerantes Zusammenleben der Menschen stören jedoch zwei sich bekämpfende Islam-Konfessionen. Der Alide wird von einem Abubecker-Anhänger angegriffen, des Verrats bezichtigt und getötet. Den nach dem Angriff verletzt fliehenden Belphegor pflegt ein Räuberhauptmann in seinem Schloss gesund. Auf die Frage nach dem Widerspruch zwischen dessen beruflicher Brutalität und privater Menschlichkeit erklärt ihm der Gastgeber lapidar, in seinen Mauern sei er sein geheiligter unverletzlicher Freund und außerhalb jederzeit sein Feind. Belphegor anerkennt seine Ehrlichkeit im Verhältnis zur versteckten Doppelmoral der Europäer. Ihr Gespräch wird durch einen räuberischen Überfall auf das Haus beendet. Nur das für die Räuber Wertlose bleibt zurück, nämlich Belphegor und sein alter Gastfreund. Sie wandern zusammen durch die vom Krieg zweier Sultanate zerstörte Landschaft Diarbek.

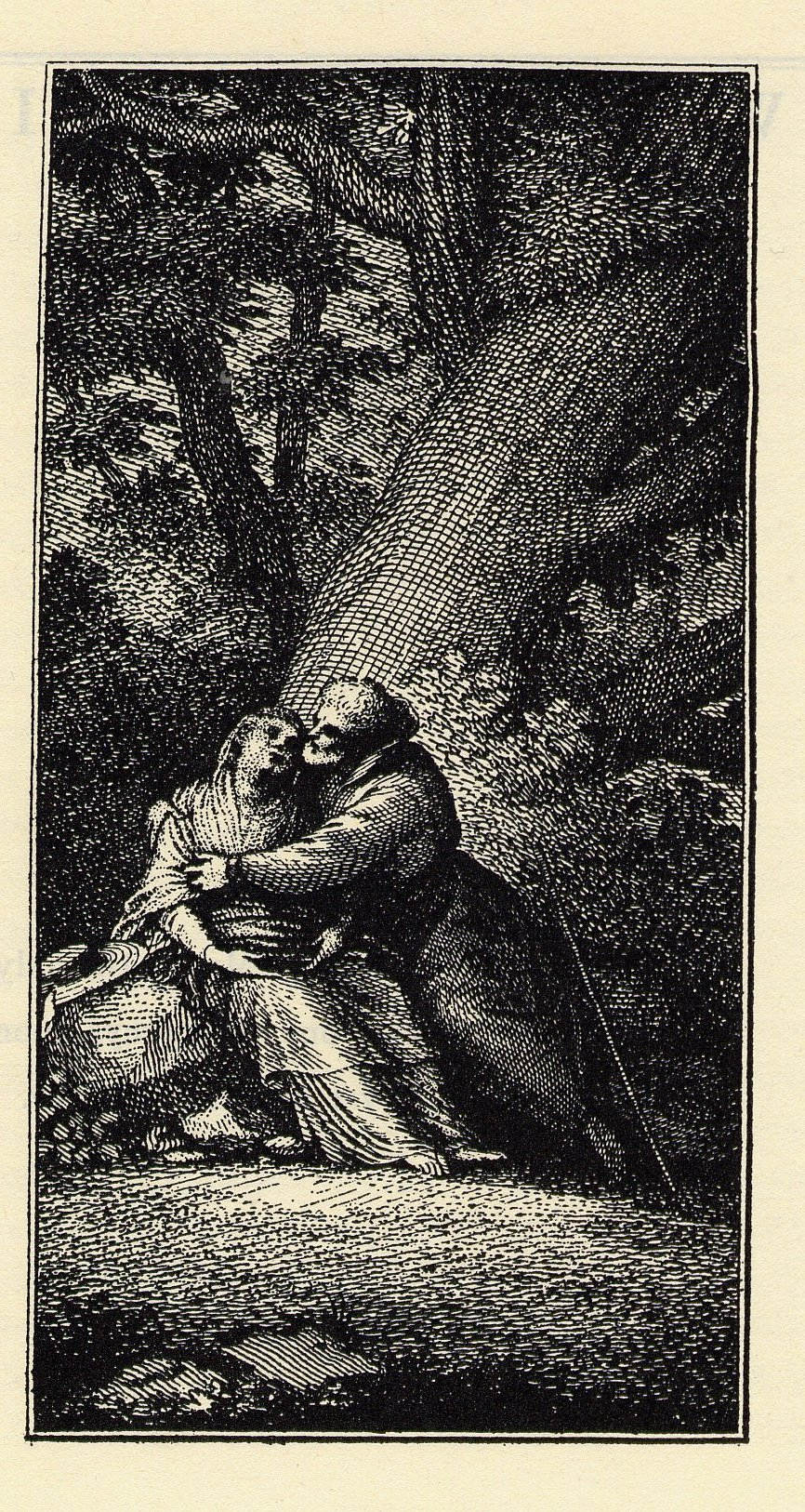
Der Derwisch und Lucie in ihrer Paradies-Idylle, nachdem sie giftige Früchte gegessen hat.

#### Siebentes Buch
Belphegor ist über die Zerstörungswut der Tyrannen entsetzt, sieht keinen Sinn mehr im Leben und fürchtet auch nicht den Tod: „Wir athmen die verpestete Luft dieses Erdkreises nicht mehr, deren kleinstes Theilchen durch den Hauch eines Unmenschen entweiht, durch die Lungen eines Barbaren gegangen ist. Gewinn ist ein solcher Verlust.“ In dieser Krise erzählen ihm einige Überlebende von einem weisen Derwisch, der zurückgezogen in den Bergen lebt. Er lässt sich auf beschwerlichen Wegen zu ihm führen und findet ihn in einer lieblichen fruchtbaren Agrarlandschaft, die wie ein Locus amoenus beschrieben wird. Der Einsiedler ist der Bruder der Marquise (3. Buch), der in Frankreich sowohl am Konkurrenzsystem der Leistungsgesellschaft wie an den Doktrinen der Kirche litt, die ihn, den Hugenotten, zwang, der Ketzerei abzuschwören. Um zu überleben, gab er äußerlich nach und „beschloß, außer der Welt zu seyn, bloß in [s]einer Einbildungskraft zu existieren, für [s]ich und [s]eine Familie zu leben.“ Er liebte schon lange die verheiratete Lucie, die aber an ihren sadistischen Mann und ihre Kinder gebunden war, bis sie ihn schließlich verließ. Mit ihr, ihren beiden Töchtern und einigen Gleichgesinnten wanderte er nach Persien aus und lebt seitdem unter einfachen Bedingungen in einer selbstversorgenden kleinen Gesellschaft. Nach seinen Erfahrungen gibt es für die Menschen zwei Alternativen: „entweder stürze dich in das Gewirre, das Getümmel der Freuden, der Geschäfte, des allgemeinen Streites des Eigennutzes, ficht, siege oder stirb!“ Oder „reisse dich von allen Banden loß, die dich an die Menschen fesseln, existiere nur in deiner Seele, vergrabe dich in ruhige einsame Stille! […] überlaß dich ganz den süßesten Illusionen, die Menschen ersinnen mag, dem Glauben an Vorsicht, Unsterblichkeit und Erhabenheit der Seele“. Doch sein Paradies in den Bergen war von Anfang an gefährdet, bereits in symbolischer Vorausdeutung, als Lucie trotz der Warnung ihres Mannes unter einem Baum verlockende, giftige Früchte aß und starb. Jetzt wird die Idylle durch geldgierige Nachbarn zerstört, die ironischerweise gerade Belphegor auf die Idee gebracht hat. Sie konnten sich nicht vorstellen, dass ein Mensch so große Anstrengungen, ins Gebirge zu steigen, auf sich nehmen würde, ohne die Hoffnung, dort Reichtümer zu finden. Enttäuscht über ihren Irrtum brennen sie alles nieder und töten die Kolonisten. Belphegor entkommt und wandert als Moritatenerzähler mit selbst gemalten Bildtafeln und dann als Bettler durch Persien. Auf einer Straße spricht ihn eine Prostituierte an. Es ist die auf der untersten Stufe ihrer abschüssigen Laufbahn angekommene Akante, die ihn zuerst in seinen Lumpen nicht erkennt.

#### Achtes Buch
Akante erzählt, wie sie mehrmals als Sklavin verkauft und schließlich im Harem des Feldherrn Fali im Machtkampf mit seinem Rivalen Edzar instrumentalisiert wurde. Zuerst lobte man sie zur Favoritin hoch. Dann streute Edzar das Gerücht ihrer Schönheit und Begabung am Hof des persischen Königs aus. Der Herrscher wurde neidisch, forderte die Sklavin für sich, entmachtete nach heftigem Kampf Fali, als dieser sich aus Stolz nachzugeben dem Befehl verweigerte, und ließ dann nach dem Anblick der körperlich beschädigten und reparierten Frau den Intriganten Edzar hinrichten. Die Sklavin wurde vertrieben und landete auf der Straße. Nun klagt sie ironischerweise gerade Belphegor, dem einzigen ihr hörigen Liebhaber, den sie ruiniert hat, ihr Leid als Beispiel für die gesellschaftlich abhängige Rolle der Frau und fordert ihn in einer großen, durch Heroineinnahme unterstützten Tirade zum Kampf für die Emanzipation auf. Im Anblick ihres Elends verzeiht er ihr die Untreue und hofft auf einen Neubeginn ihrer Beziehung.
Gemeinsam wandern sie weiter in die „chinesische Tartarey“, wo die Hiutschis, Niungis, Aldschehus und Mongolutschis in wechselnden Bündnissen um Landbesitz kämpfen und sich gegenseitig ausrotten, und kommen ans Meer. Hier verbringen sie einige Tage in einem durch Hecken abgegrenzten Zwergenreich, in das sie durch eine göttliche Musik gelockt werden. Aber in dessen Inneren rivalisieren die kleinen Bewohner im Stelzenlauf oder sie klettern auf ein hohes Sofa und kämpfen um den begehrten zentralen Sitz. Andere jagen erfolglos goldene Vögel und strahlende Rehe. Ein alter Zwerg erklärt den Besuchern, sie lebten in einer Narrenwelt, würden „leeren Fantomen nachlaufen“ und an diesem Sammelplatz „über die Thorheiten [ihres] Lebens weinen oder lachen“. Plötzlich reißt ein Erdbeben das Stück Land, auf dem Belphegor, Akante und der Alte gerade stehen, los und es treibt als Insel über den Ozean nach Kalifornien.

#### Neuntes Buch
In Amerika machen die beiden Reisenden ähnliche Erfahrungen wie bisher. Sie geraten von einer Schwierigkeit in die nächste. Diesmal werden sie von einem Stamm scheinbar freundlich aufgenommen und reich bewirtet, dann von einem anderen geraubt und genauso behandelt. Belphegor glaubt eine kurze Zeit an die „unverdorbene Natur“ dann entdeckt er, dass man sie in Wirklichkeit für den Verzehr, einmal ohne, das andere Mal mit göttlichem Opfer, mästet. Durch den Überfall eines kriegerischen Stammes werden sie zwar gerettet, jedoch wieder gefangen genommen und versklavt. Im Durcheinander der Auseinandersetzung können sie fliehen und stoßen auf zwei spanische Offiziere, die sie mit auf ihr Schiff nehmen wollen. Vorher müssen sie aber ein weiteres Abenteuer bestehen, weil das Boot von der Anlegestelle am Fluss abgetrieben ist. Sie holen es ans Ufer und retten den Insassen. Es ist Medardus, von dem Belphegor in Niemeamaye getrennt wurde (6. Buch) und der inzwischen als Kaufmann auf Amerikareise ist. Er bietet ihnen die Rückreise nach Europa an und will sie bei sich im spanischen Cartagena aufnehmen.
Während der Fahrt über Panama diskutieren Belphegor und Medardus aus ihren neuen Erfahrungen heraus ihre Weltbilder. Beide fühlen sich bestätigt: Belphegor: „Vielleicht war die ganze Reihe meines, deines Lebens, die Begebenheiten der ganzen Erde nichts als dieses – Wirkungen des Zufalls und der Notwendigkeit.“ Medardus: „Ich glaube […] daß alles gut und weise angeordnet ist […] Jede Freude genossen, wie sie sich anbietet, jeden Puff angenommen, wie er kömmt, und immer gedacht: wer weiß, wozu es gut ist? – das heißt klug gelebt.“ Als Beweis erzählt er, was ihm seit ihrer letzten Trennung passiert ist. Er entkam aus dem brennenden Palast mit in die Kleidung eingenähten Goldkörnern, kaufte sich damit in der abessinischen Hauptstadt bei Kaufleuten ein, die ihn mit nach Neuguinea nahmen. Auf einem englischen Sklaventransportschiff überlebte er eine Meuterei. Da England mit Spanien Krieg führte, wurde das englische von einem spanischen Schiff gekapert, das die Beute nach Cartagena brachte. Hier fand er Arbeit bei einem Kaufmann, der ihn nach Kalifornien schickte, wodurch sich die Freunde wieder trafen.
In Cartagena heiratet Belphegor „Akanten, die Gefährtin seiner Schmerzen“. Medardus vermittelt ihm Anstellungen bei Kaufleuten. Doch diesen hält er anklagende idealistische Reden über die universal gültigen Menschenrechte und die Ausbeutung der Leibeigenen und Sklaven: „Ihr seyd Unmenschen […] ihr macht eure Schultern leicht und legt alle Lasten der Menschlichkeit diesen Kreaturen ohne Mitleid auf: ihr drückt sie, weil sie keine rechten Christen sind, ohne zu bedenken, daß sie Menschen sind.“ Darauf wird er entlassen und lebt von den Einnahmen seiner Frau, die von ihm unbemerkt in seinem Haus als Kupplerin ein Bordell führt. Hier trifft er auf einen Besucher, in dem er einen Seelenverwandten findet. Sie unterhalten sich über die ungerechte Beschaffenheit der Welt, den Despotismus der Herrschenden und der Kirche, die schlechten Arbeitsbedingungen der immer mehr auf Leistung und Druck hin organisierten Industrie.

#### Zehntes Buch
Durch den Hausfreund wird Belphegor wieder mit Fromal zusammengeführt. Ausgangspunkt ist dessen Klage über die Ungerechtigkeit eines Befehlshabers der Insel New Wight namens Fromal, der sich die Durchführung seiner Erbschaftsangelegenheit mit einem an seinen Besitz anschließenden Landgut bezahlen ließ. Belphegor begleitet den Freund nach Nordamerika, um sich für ihn einzusetzen und das erpresste Gut zurückzuverlangen. Er redet Fromal, von dem er seit ihrer Trennung in Afrika (5. Buch) nichts mehr gehört hat, ins Gewissen, doch dieser führt ihm geschickt die menschliche Schwäche und Neigung zur Doppelmoral vor, indem er ihm das Gut schenkt, das der Idealist nun mit Hilfe von Sklaven bewirtschaftet. Genauso sei es ihm ergangen, erklärt Fromal ihm später, als er nach einem Sklavenaufstand zum Befehlshaber der Insel aufgestiegen sei und von den Annehmlichkeiten der Macht und des Wohlstands verführt worden sei. Er bekennt auch seinen Verrat am Freund, als er sich in Akante verliebt und sie aus Eifersucht gedrängt habe, ihren finanziell verausgabten Liebhaber aus ihrem Haus zu werfen.
In diesem Zusammenhang greifen sie ihre alte Diskussion über die Natur des Menschen wieder auf: Die eine Position sieht das Leben als ein freies Spiel naturgesetzlicher Vorgänge, die andere als gut durchdachte Maschine mit ineinandergreifenden Rädern. Fromal konkludiert, für alle weiteren Gedanken über eine Vorherbestimmung mit Belohnung und Strafe oder reine absichtslose Zufälligkeit bzw. über den Sinn oder Unsinn eines Ereignisses gebe es keine Beweise, alle Annahmen existierten nur in unserer Vorstellung. Alle Beobachtungen auf der Welt sprächen für ein aggressives Konkurrenz- und Bereicherungsverhalten der Menschen, abgesehen von einzelnen Ausnahmen. An Belphegor z. B. habe er immer seine Aufrichtigkeit und den Einsatz für seine Ideale bewundert, aber dessen mangelnden Realitätssinn kritisiert. Da er gerade sein Amt durch eine Intrige verloren hat, schlägt er vor, die Insel zu verlassen und in Virginia einen Grundbesitz zu kaufen. Dort könne man einen Kompromiss zwischen Realität und Ideal versuchen, ein Leben in mittlerer lauer Temperatur, indem sie in einer kleinen Kolonie, abgeschirmt vom Neid der Welt und ihren Verführungen, in freundschaftlicher Gemeinschaft zusammenleben. Sie laden Medardus und Akante zur Teilnahme ein. Der dritte Freund kommt alleine an, klärt die beiden über ihr falsches Bild von der zur Sittlichkeit bekehrten Geliebten auf und erzählt vom Ende der Kupplerin durch Totschlag bei einer Eifersuchtsaffäre. Den Abschluss des Buches bildet eine Diskussion der drei Freunde mit dem Ergebnis, Medardus‘ Lebensphilosophie als Grundlage zu nehmen, allerdings sich ihrer als Illusion bewusst zu sein. Fromal fasst zusammen: „Laßt uns alle diese leidigen Kenntnisse [über die Welt] wegwerfen! Laßt uns nichts als unseren kleinen Zirkel der Freundschaft übersehen, und wenn sich unsere Spekulation über ihn hinauswagt, mit Medardus' Auge alles anzuschauen, in der Absicht alles gut zu finden: sich so belügen, ist eine Pflicht, die unsere Zufriedenheit fodert.“ Belphegor fragt ergänzend: „Freund, wenn es möglich wäre, den lästigen Plunder der Erfahrung von uns zu werfen, das Auge unseres Geistes zu stümpfen und seinen Gesichtskreis so sehr als möglich zu verengen, wären wir nicht glücklich? Ja, unter[bricht] ihn Medardus, wir werden dieß seyn, Brüderchen.“

#### Beschluss
Abschließend beschreibt der Autor das Leben in der kleinen Kolonie. Die Drei bewirtschaften als Patriarchen mit ihren Sklaven, die sie als ihre Kinder ansehen, ein Stück Land und haben sich vorgenommen, „weniger zu denken und mehr zu handeln, sich in alle die kleinen Beschäftigungen des Gartenbaus, der Feldarbeit zu zerstreuen, zu säen, zu pflanzen, zu begießen, zu erndten, und dadurch ihre Lebensart derjenigen nahe zu bringen, die die geringste an Achtung, und die oberste an Glückseligkeit ist, der friedlichen Lebensart der ersten Väter, des arkadischen Dichterlandes und des Landmanns in den Zonen der Freiheit.“ Doch das Projekt ist eine Idylle auf Zeit und eine Illusion. Fromal und Medardus haben ihr Geld bei einem Kaufmann angelegt und können mit dieser Rücklage in ihrer Wirtschaft fehlende Dinge ergänzen. Die rohen Lustbarkeiten der Sklaven sind ihnen fremd und gemeinsame Tänze gelingen nicht. Nachdem Medardus gestorben und Belphegor in den Freiheitskrieg gegen die englische Kolonialmacht gezogen ist, bleibt Fromal, der ihn zurückhalten wollte, allein zurück. Der letzte Satz des Romans lässt das Ergebnis offen: „der Auszug des Krieges wird lehren, wer von beyden Theilen Recht behalten, und ob Belphegor als Patriot und Menschenfreund allgemein bekannt werden, oder im Streite für die Freyheit ungerühmt umkommen soll.“

## Hinweise zum Verständnis